# Satoru Otomo
Satoru Otomo (大友 哲 Ōtomo Satoru, nacido en 1957?) es un astrónomo japonés.
Según el Centro de Planetas Menores, tiene en su haber 149 asteroides descubiertos entre los años 1991 y 1997, 15 de los cuales fueron co-descubiertos con Osamu Muramatsu.
Desde el año 1997, comparte puesto, el 48, con Tamara Smirnova Mikhailovna en los listados de descubrimiento de asteroides antes nombrado.